# Characoma albulalis
Characoma albulalis är en fjärilsart som beskrevs av Walker 1863. Characoma albulalis ingår i släktet Characoma och familjen trågspinnare. Inga underarter finns listade i Catalogue of Life.